# Жан П'єр Тарґет
Жан П'єр Тарґет (англ. Jean Pierre Targete) — художник фентезі та наукової фантастики.

## Кар'єра
Він створив обкладинки для багатьох видань Avon у м'якій обкладинці «Хронік Амбера» та Другої фундаційної трилогії.
Таргет проілюстрував карти Клав-Гайд, Подвійний шок і Мизари для набору Флір Ультра Спайдермен 1995 року.

## Особисте життя
Він народився в Нью-Йорку і виріс у Маямі, Флорида. Зараз він працює та живе у Віннетці, штат Каліфорнія.